# Echolyn
echolyn ist eine amerikanische Progressive-Rock-Band aus dem Osten von Pennsylvania. Die Alben ihrer frühen Schaffensperiode sind von den Vertretern der klassischen Ära des Progressive Rock beeinflusst und werden somit zur Retro-Prog-Welle der frühen 1990er Jahre gezählt. Die späteren Alben weisen dagegen ein größeres Maß an Eigenständigkeit auf.

## Geschichte
Die Anfänge von echolyn gehen auf das Jahr 1989 zurück. Gitarrist Brett Kull und Schlagzeuger Paul Ramsey, zuvor Mitglieder der zeitnah aufgelösten Coverband Narcissus, schlossen sich mit dem Keyboarder Chris Buzby zur Bildung einer neuen Band mit eigenem Material zusammen. Kurze Zeit später vervollständigten Narcissus-Sänger Ray Weston und der Bassist Jesse Reyes die Besetzung. Es kam zu ersten Auftritten und der Einspielung ihres selbstbetitelten Debütalbums, das 1991 erschien. Während der Aufnahmen wurde Reyes am Bass durch Tom Hyatt ersetzt.
In dieser Besetzung spielten sie ihr zweites Album Suffocating the Bloom sowie eine vier Stücke umfassende EP namens ...and every blossom ein und machten mit diesen Veröffentlichungen Sony Music auf sich aufmerksam. 1993 unterzeichneten sie einen Vertrag über mehrere Alben bei Sonys Label Epic Records. Ihr Major-Label-Debüt As the World erschien 1995. Nachdem die Band und das Label allerdings keine Einigung über den weiteren musikalischen Werdegang von echolyn erzielen konnten, war man gezwungen, das Album ohne die Unterstützung von Sony zu promoten und lösten sich deswegen später enttäuscht auf. 1996 erschien posthum eine Zusammenstellung von Demos und Livetracks namens When the Sweet Turns Sour.
Weston, Kull und Ramsey formierten eine Band namens Still und konzentrierten sich damit auf eingängigere Rockmusik. Später nannte man sich nach dem Debütalbum in Always Almost um. Buzby hingegen gründete mit Finneus Gauge eine neue Progressive-Rock-Band mit Jazzrock-Anleihen.
echolyn formierten sich im Frühling 2000 neu, allerdings noch ohne Hyatt. Den offenen Posten des Bassisten übernahm zunächst Weston, zusätzlich zu seinem Gesang. Als neues Mitglied stieß Perkussionist Jordan Perslon vom Berklee College of Music hinzu, ein vormaliger Schüler Buzbys. Aus dieser Besetzung gingen zwei Alben hervor: Cowboy Poems Free, das teilweise ein Konzeptalbum über Americana ist und mei, das aus einem einzigen, 50-minütigen Stück besteht. Auf mei ist Perlson nur noch als Gastmusiker aufgeführt.
Nachdem Hyatt 2002 und im Frühjahr 2003 bei Auftritten der Band gastierte, stieg er im gleichen Jahr wieder als vollwertiges Mitglied ein. Das erste Album der wiedervereinigten klassischen Besetzung von echolyn, The End is Beautiful, erschien im September 2005 und wurde mit ihrer ersten Europa-Tournee promotet, die sie auch nach Würzburg und Reichenbach führte.

## Stil
Von den Mitgliedern der Band wurden Genesis, Gentle Giant, Yes, Steely Dan, Jethro Tull und die Beatles als Einflüsse genannt. Obschon sich der Stil der Band im Verlauf ihres Bestehens merklich gewandelt hat, finden sich diese Einflüsse beständig in ihrer Musik wieder: Virtuose Gitarren- und Keyboard-Soli, ungewöhnliche Harmonien mit Einflüssen aus Jazz und moderner Klassik sowie verschachtelte Kontrapunkt-Gesangspassagen zählen nach wie vor zu den bestimmenden Stilmerkmalen.
Die vor ihrer Auflösung 1996 entstandenen Alben enthalten weitere Aspekte des klassischen Prog, wie sphärische Keyboard-Teppiche und üppige Arrangements. Im Zuge der Wiedervereinigung wurde der Fokus dagegen auf überzeugendes, straffes Songwriting und auffällige rhythmische Grooves gerichtet. Beibehalten wurde dabei die Vorliebe für die kompositorischen Raffinessen des Prog-Genres.
Für das Songwriting zeigen sich vor allem Brett Kull und Ray Weston verantwortlich. Die Texte der frühen Alben befassen sich oft mit der Stellung des Künstlers in der Gesellschaft, dagegen tritt auf den neueren Veröffentlichungen die Verarbeitung von Erlebnissen aus der persönlichen Vergangenheit in den Vordergrund.

## Diskografie

### Studioalben
- echolyn (1991)
- Suffocating the Bloom (1992)
- As the World (1995)
- Cowboy Poems Free (2000)
- mei (2002)
- The End Is Beautiful (2005)
- echolyn (The Window Album) (2012)
- I Heard You Listening (2015)
- Time Silent Radio vii (2025)
- Time Silent Radio II (2025)

### Livealben und Zusammenstellungen
- ...and every blossom (1993, EP)
- When the Sweet Turns Sour (1996)
- A Little Nonsense (Now and Then) (2002, Boxset)
- Progfest '94 (the Official Bootleg) (2002)
- Jersey Tomato, Volume 2 (Live at the Metlar-Bodine Museum) (2004)
- Stars and Gardens, Volume 4 (DVD, 2004)